# 大釘蝸牛
大釘蝸牛（学名：Pseudobuliminus certus）为釘蝸牛屬下的一个种，是台灣的特有種。

## 分佈
本物種見於台灣東部及南部。

## 外部連結
- 維基物種上的相關：大釘蝸牛